# Gurvanbulag járás (Bulgan)
Gurvanbulag járás (mongol nyelven: Гурванбулаг сум) Mongólia Bulgan tartományának egyik járása. Területe 2700 km². Népessége kb. 3900 fő.
Székhelye Avdzaga (Авзага), mely 140 km-re délre fekszik Bulgan tartományi székhelytől.